# Zwartbuikboomklever
De zwartbuikboomklever (Sitta azurea) is een zangvogel uit het geslacht Sitta.

## Verspreiding en leefgebied
Deze soort komt voor in Malakka, Sumatra en Java en telt 3 ondersoorten:
- S. a. expectata: Malakka en Sumatra.
- S. a. nigriventer: westelijk Java.
- S. a. azurea: centraal en oostelijk Java.